# برگ‌ریزان (مجموعه تلویزیونی ایرانی)
برگ‌ریزان نام یک مجموعهٔ تلویزیونی به کارگردانی محسن شاه‌محمدی است که در سال ۱۳۷۰ تولید و از شبکه ۱ پخش گردید. این مجموعه، آخرین بخش از مجموعهٔ تلویزیونی ۵۰ قسمتی آینه عبرت بود که خود در طول چهار سال یعنی از سال‌های ۱۳۶۷ الی ۱۳۷۰ تولید و پخش گردید.

## خلاصه داستان
«علی» دلبستهٔ دختری به نام «پری» است، اما درست در لحظه‌ای که همهٔ مقدمات ازدواج این دو جوان مهیاست، پدر علی با آن مخالفت می‌کند. علی که زیر سلطهٔ استبداد پدر است، از «پری» دست می‌کشد و با دختر دیگری به نام «افسانه» ازدواج می‌کند ولی این ازدواج ناموفق، سرآغاز یک دوران سخت برای آدم‌های اصلی قصه است.

## بازیگران و عوامل تولید

### بازیگران
- جواد گلپایگانی در نقش آتقی (تقی اصغری)
- محمود دینی در نقش علی اسماعیلی
- گیتی معینی در نقش عزیز
- مهری ودادیان در نقش زهرا
- روح‌الله مفیدی در نقش کدخدایی
- ملیحه نصیری در نقش مادر رستم(صاحب خانه آقا رحیم)
- رضا بنفشه‌خواه در نقش اسماعیلی
- حوریه خطیب‌زاده  در نقش گل‌نبات
- بهزاد رحیم‌خانی  در نقش آقا رحیم
- روح‌انگیز مهتدی در نقش معصومه
- غلامرضا اصانلو در نقش آقا رضا